# Industriële reiniging
Met Industriële reiniging worden alle vormen van reinigingsactiviteiten bedoeld die plaatsvinden binnen de industrie. Dit omvat in hoofdlijnen vacuüm-, hogedruk-, en chemische reiniging.

## Vacuümreiniging
Vacuümreiniging wordt gebruikt voor het verwijderen van productresiduen of afvalproducten die vloeibaar of poedervormig zijn of vloeibaar gemaakt kunnen worden, zodat deze per vrachtwagen kunnen worden afgevoerd. Dit wordt meestal uitgevoerd door z.g. vacuümwagens. Voorbeelden zijn slib, olie, vervuild water dat vrijkomt bij hogedrukreiniging, rioolreiniging en uitgediende katalysator.

## Hogedrukreiniging
Hogedrukreiniging wordt gebruikt voor het verwijderen van aangekoekte productieresten of anderszins aangekoekte restanten welke niet gewenst zijn. Hierbij wordt gebruikgemaakt van hogedruk-waterstraal units met drukken van 400 – 2.500 bar. Hogedrukreiniging wordt handmatig (met hogedrukpistolen of hogedruklansen) of automatisch (bijvoorbeeld door een tankwaskop)uitgevoerd. Voorbeelden zijn de reiniging van ketels, opslagtanks, pijpenbundels of de reiniging van een tarmac van rubbersporen.

## Chemische reiniging
Chemische reiniging wordt toegepast bij installaties welke moeilijk of niet toegankelijk zijn. Het zogenaamde CIP, cleaning in place wordt toegepast indien de installatie moet worden gereinigd zonder demontage. Hierbij wordt er water, al dan niet op hoge temperatuur, aangelengd met chemicaliën door de installatie gecirculeerd, waarbij de vervuiling wordt opgelost en daarna afgevoerd. De chemicaliën betreffen meestal een zuur voor basische vervuiling, een base voor zure vervuiling en een organisch oplosmiddel voor organische vervuiling.

## Veiligheid en certificering
Om het veilig werken in de industriële reiniging te bevorderen is, op initiatief van de branche en Shell, in 1989 de stichting S.I.R opgericht. 
Deze Stichting Industriële Reiniging  zorgt voor certificering van zowel bedrijven en personeel in Nederland als in België (sinds 2003).